# Rainbow (Kalifornia)
Rainbow – jednostka osadnicza w Stanach Zjednoczonych, w stanie Kalifornia, w hrabstwie San Diego.